# Хипертензивна криза
Хипертензивна криза (ХК) је ургентно, често животно угрожавајуће, стање праћено симптомима и знацима акутног оштећења срца, мозга, бубрега или ока. Зато хипертензивна криза захтева брзо снижење крвног притиска (на нормалне вредности) да би се спречило или смањило оштећење наведених органа и хипертензивног синдрома у трудноћи.
У основи поремећај најчежће је тешка, малигна (акцелерирајућа) хипертензија, изазвана наглим, критичним увећањем вредности крвног притиска изнад 180/110 mmHg (према неким ауторима изнад 180/120 mmHg). Како патофизиолошки механизам хипертензивне кризе до данас није у потпуности разјашњен, она је у пракси једно од најчешћих неадекватно лечених акутних стања. Постоји претпоставка да је у основи поремећаја, нарушена ауторегулација на нивоу периферних артеријских крвних судова, која је у хипертензивној кризи изазвана наглим ослобађањем вазоконстрикторних супстанци. У моменту када крвни притисак порасте изнад горње границе ауторегулације, настаје убрзан проток крви и хиперперфузија органа, која има за последицу излазак течности из крвних судова у простор периваскуларних ткива и појаву едема.
Апсолутна вредност крвног притиска у хипертензивној кризи не одређује степен њене хитности, већ, присуство знакова акутног оштећења циљних органа, који упућују на адекватан терапијски приступ и безбедну брзину снижавања крвног притиска, у циљу спречавања даље прогресије оштећења органа. Зато је пажљиво одабрана терапија, којој мора претходити правовремено постављање дијагнозе, најбитнији фактор у лечењу хипертензивне кризе, и има за циљ да редукује морбидитет и морталитет изазван овим стањем.

## Дефиниције и подела

### Артеријски крвни притисак
Притисак који влада у системским артеријама и представља снагу која омогућава ток крви у системској циркулацији назива се артеријски крвни притисак (КП). Његова вредност је 120/80 mmHg. Артеријски крвни притисак одређује минутни волумен срца и укупна периферна резистенција у системској циркулацији. Регулација крвног притиска укључује многе сензорне механизме, од којих су важнији артеријски пресорецептори, систем ренин–ангиотензин–алдостерон и др. Тим механизмима омућава се одређена стабилност артеријског крвног притиска у границама 50% изнад и испод базалних вредности здравих људи, упркос варијацијама волумена срца од 1/3 његове вредности до петоструког повећања.

### Артеријска хипертензија
Артеријска хипертензија је акутна или хронична болест коју карактеришу истовремено повишене вредности систолног (СП) и дијастолног (ДП) крвног притиска (КП ≥ 140/90 mmHg), или само повишене вредности систолног крвног притиска (изолована систолна хипертензија) након узимање антихипертензивне терапије.
Добро је познато да нема границе која, јасно, дели нормалне вредности КП од патолошких. Зато су граничне вредности за хипертензију одређене арбитражом на основу дугогодишњег искуства и праћења болесника, и приказане су на доњој табели, за особе старије од 18 година.
| Дефиниција и класификација артеријске хипертензије |                   |                   |                     |                     |                 |
| категорија -                                       | Систолни притисак | Систолни притисак | Дијастолни притисак | Дијастолни притисак | категорија --   |
| категорија -                                       | mmHg              | kPa               | mmHg                | kPa                 | категорија --   |
| Оптималан                                          | < 120             | < 15.9            | < 80                | < 10.5              | Нормалан        |
| Нормалан                                           | 120–129           | 15.9-16,5         | 80–84               | 10.5-10,8           | Прехипертензија |
| Високи нормални                                    | 130–139           | 17.0–18.5         | 85–89               | 11.0–11.9           | Прехипертензија |
| Хипертензија                                       | ≥140              | ≥18.7             | ≥90                 | ≥12.0               | Хипертензија    |
| Стадијум I (блага хипертензија)                    | 140–159           | 18.7–21.2         | 90–99               | 12.0–13.2           | Стадијум I      |
| Стадијум II (умерена хипертензија)                 | ≥160-179          | ≥21.3-24,0        | ≥100-110            | ≥13.3-14.3          | Стадијум II     |
| Стадијум III (тешка хипертензија)                  | ≥180              | ≥24.0             | ≥110                | ≥14.3               | Стадијум II     |
| Изолована системска хипертензија                   | ≥140              | ≥18.7             | <90                 | <12.0               |                 |

Напомена: Уколико вредности систолног или дијастолног крвног притиска, наведене у табели,
 улазе у различите категорије користи се препорука за тежи степен.

### Хипертензивна криза
| Кључне тачке у хипертензијивној кризи. |
| - Хипертензивна криза се јавља у до 2% пацијенти са системском хипертензијом. |
| - Смртност од хипертензивних кризних ситуације смањена је током последњих четири деценије, међутим, распрострањеност и демографија поремећаја остала је непромењена.                               |
| - Пацијенти са артеријском хипертензијом у ванредним ситуацијама развијају дисфункција ендотела, која може трајати годинама после акутног догађаја.                                                |
| - Тренутни докази указују да је већина пацијената са хипертензивном кризом лечена неодговарајућуом терапијом, што резултује високом учешћем третмана у нежељени ефектима.                          |
| - Висок проценат хоспитализованих пацијената са хипертензивном кризом, убрзано и непримерено третира се интравенским антихипертензивним лековима, што резултује потенцијално озбиљним последицама. |

Хипертензивна криза подразумева нагло повишење (скок) вредности, најчешће и систолног и дијастолног крвног притиска које спадају у категорију стадијума три или тешке хипертензије (КП ≥ 180/110 mmHg). Како доста често вредности дијастолног КП у хипертензивној кризи прелазе и 130 до 140 mmHg, могу да доведу до акутних по живот опасних компликација.
Хипертензивна криза као посебан ентитет, и поред често подједнако високих вредности КП, клинички се манифестује у два облика као: Хипертензивна емергенција — хипертензивна криза првог степена хитности.
Асимптоматска, хипертензивна ургенција — хипертензивна криза другог степена хитности (англосаксонски аутори их означавају као енгл. ).
Симптоматска, хипертензивна емергенција — хипертензивна криза првог степена хитности (англосаксонски аутори их означавају као енгл. hypertensive emergencies). Она је последица малигне акцелерирајуће хипертензије и зато припадају првом реду хитности, јер су праћене брзим и прогресивним оштећењем крвних судова (ретиналне ексудати или хеморагије, папиледем) и/или виталних органа (нпр. малигна нефросклероза).
Хипертензивне кризе првог реда хитности се најчешће манифестују као:
- Акутни едем плућа
- Церебро-васкуларни инсулт
- Субарханоидалано крварење
- Хипертензивна енцефалопатија
- Интрацеребралано крварење
- Акутни инфаркт миокарда
- Акутна дисекција аорте
- Акутни гломерулонефритис
- „“ након наглог престанка лечења антихипертензивним лековима

## Етиологија и патофизиологија
Артеријски крвни притисак настаје као резултат дејства две силе, силе потиска и отпора:
Сила потиска Силу потиска ствара; лева срчана комора, која истискује крв у аорту и десна комора која потискује крв у плућну артерију.
Сила отпора
Силу отпора стварају артерије, односно њихова сила отпора која се супротставља протоку крви.

### Поремећај регулација крвног притиска
У регулацију крвног притиска укључени су и нервни импулси који узрокују ширење или скупљање артерија. Када су капилари широко отворени, крв кроз њих тече лако и без већег отпора. Међутим, када су капилари сужени, крв кроз њих отежано протиче и притисак унутар капилара расте. То стање за последицу има висок артеријски крвни притисак или хипертензију. Код енормно повишеног артеријског притиска, нпр у хипертензивној кризи, висока вредност притиска унутар крвних судов може довести до озбиљних оштећења артерија; мозга, срца, плућа, ока итд.
Већина хитних хипертензивних стања јавља се код болесника са хроничном артеријском хипертензијом различитог узрока, значајно чешће код мушкараца. Болесници са неким од облика секундарне хипертензивне болести (бубрежна васкуларна болест, феохромоцитом), чешће се развија хипертензивна криза. Пошто је код више од 90% болесника хипертензија есенцијалног порекла, највећа учесталост хипертензивних криза се управо јавља код ове групе болесника. Хипертензивна криза на основама секундарне хипертензије (поред наведеног) често се јавља и код прееклампсије (еклампсије), абузус наркотика (кокаин), као и код болесника у периоперативном и раном постоперативном периоду.
Код болесника са есенцијалном хипертензијом, један од најчешћих узрока акутног хипертензивног стања је некомплијантност болесника или нагли престанак употребе антихипертензивних лекова.
До данас нису у потпуности разјашњени патофизиолошки механизам код хипертензивне кризе. Према бројним експерименталним истраживањима на животињама установљено је да у основи самог механизма поремећај лежи нарушена ауторегулација на нивоу периферних артеријских крвних судова. Мерењем калибра пијалних артерија нормотензивних животиња, при значајним варијацијама крвног притиска, остварених давањем вазоконстриктора или вазодилататора, утврђено је да је церебрални (мождани) проток остао константан, упркос варијацијама притиска, захваљујући мерама ауторегулације. У овим експериментима при порасту крвног притиска артериоле би се сужавале, а при паду шириле. Међутим, када би средњи артеријски притисак порастао изнад 180 mmHg, тако чврсто „стегнути“ крвни судови, више нису могли да издрже притисак и изненада би се ширили, изазивајући хиперперфузију мозга под високим притиском, са последичним изласком течности из крвних судова у периваскуларна ткива, доводећи до едема мозга и синдрома хипертензивне енцефалопатије.
У претходно нормотензивних особа, чији крвни судови нису адаптирани, до поремећаја механизма ауторегулације и појаве симптома хипертензивне кризе долази при вредности средњег артеријског притиска од око 120 mmHg, док се код претходно хипертензивних болесника ово догађа при вредности притиска од око 180 mmHg. Овај протективни механизам преегзистентне хипертензије може се објаснити тиме што трајно повишене вредности крвног притиска, доводе до функционалних и структурних промена у зиду артериола, померајући удесно криву протока крви у функцији од артеријског притиска.
Бројни истраживачи сматрају да је иницијални процес у механизму настанка хипертензивне кризе нагло ослобађање вазоконстрикторних супстанци (тромбоксанa, ендотелина–1, ангиотезинa, алдостеронa, вазопресинa), што доводи до пораста периферног васкуларног отпора. Механички стрес који у тим условим делује на зид крвног суда води даљем ослобађању вазоконстрикторних супстанци, што даље изазива дисфункцију ендотела, активирањем коагулационе каскаде, фибриноидном некрозом малих крвних судова, и даљим лучењем вазоконстриктора, што покреће тзв „зачарани круг“.
Релативна хиповоломија као последица притиском изазване натриурезе стимулише активирање система ренин-антиотензин, водећи даљој вазоконстрикције и продукцији проинфламаторних цитокина као што је интерлеукин 6. Када крвни притисак порасте изнад горње границе ауторегулације, долази до убрзаног протока крви и хиперперфузије органа, као што је то објашњено у анималном (животињском) моделу.

## Епидемиологија
Преваленција хипертензије
Према досадашњим истраживањима сматра се да је артеријска хипертензија болест са највећом преваленцијом, епидемијских размере у свету, не само у кардиоваскуларној патологији, него и уопште. Претпоставља се да око 20 до 25% опште популације болује од хипертензије. Њена учесталост варира од географских, националних, расних, полних или старосних разлика.
Са појавом антихипертензивних лекова, учесталост хипертензивних криза само у Сједињеним Америчким Државама смањен је са 7% на отприлике 1% пацијената са хипертензијом. Поред тога, стопа једногодишњег преживљавања повезана са овим стањем порасла је са само 20% (пре 1950. године) на стопу преживљавања већу од 90% уз одговарајући медицински третман.
Ипак, упркос релативном успеху у превенцији хипертензије, на одељењима ургентне медицине све је више посета болесника са знацима хипертензивне кризе, па се тако само у Сједињеним Америчким Државама стопа посета због хипертензивне кризе повећала више од два пута између 2006. и 2013. године.

## Клиничка слика
Хипертензивни кризу клинички карактерише нагли почетак, драматичан, прогредијентан ток због промене на виталним органима, и дијастолни крвни притисак који је обично > 140 mmHg.

### Симптоми повишеног крвног притиска
Најчешћи симптом повишеног притиска су:
- Потиљачна главобоља која је израженија ујутру и такозвано „зујање” у ушима.
- Знојење, мучнине, узнемиреност-нервозе, хладне шаке и стопала,
- Лупање срца праћено неправилним радом срчаног мишича.
- Поремећај сна, крварење из носа (епистакса) и вртоглавица. Ови симпптоми су израженији код старијих особа који дуго болују од хроничне (сталне) хипертензије.
- Отежаног дисања при напору, болови у грудима, грчеви у мишићима.
- Полиурија (обилног мокрења) и ноктурија (ноћног мокрења).

### Симптоми у хиперензивној кризи
Поред симпома наведених за повишен крвни притисак, у хипертензивној кризи доминирају следећи симптоми:
Хипертензивна енцефалопатија
Ово је најтежа и за живот опасна манифестација хипертензивне кризе. Манифестује се јаком главобољом, мучнином, повраћањем, узнем-реношћу, конфузијом, поремећајима вида, патолошким рефлексима, поремећајима свести који могу ићи до коме. Типични симптоми за енцефалопатију јављају се подмукло током 48 до 72 сата.
Енцефалопатију треба разликовати од интракранијалног крварења које обично настаје нагло, са тешком главобољом, брзо напредује до губитка свести и појаве жаришних неуролошких знакова. Компјутеризована томографија и нуклеарна магнетна резонанца откривају едем кортекса и субкортикалне беле масе у окципиталном лобусу.
Ове промене се повлаче после регулисања вредности артеријског крвног притиска.
Срчани симптоми
На срцу обично постоји истакнут удар врха срца, проширење срца, могућа конгестивна срчана инсуфицијенција. Када уз веома висок притисак код пацијента постоји и едем плућа, није увек јасно да ли скок крвног крвног притиска узрокује срчану инсуфицијенцију или срчана инсуфицијенција ексцесном симпатички стимулацијом доводи до критичног пораста притиска. Сличне дилеме постоје и код удружене миокардне исхемије и критичног скока артеријског крвног притиска.
Бубрежни симптоми
У току хипертензивне кризе долази и до смањења бубрежне функције са последичним наглим повећањем серумског креатинина, проте-инуријом и еритроцитуријом.
Због дифузне интрареналне исхемије у организму се активира систем ренинангиотензин-алдостерон који проузрокује хипокалемију и метаболичку алкалозе. Микроангиопатска хемолизне анемија и интраваскуларна коагулација такође нису ретке у хипертензивној кризи.
Прееклампсија
У трудница акутна хипертензивна криза је обично последица основне хипертензивне болести или тешке прееклампсије, и може довести до можданог удара, кардиопулмоналне декомпензације, декомпензације фетуса узроковане смањеном перфузијом материце, абрупције и мртворођења фетуса. Прееклампсија се такође може компликовати плућним едемом.
Очни симптоми
Едем папиле оптичког диска ока једна је од манифестација хипертензивне кризе, која настаје секундарно због повишеног интракранијалног притиска. За разлику од едема папиле оптичког диска изазваних других узроцима, код напада хипертензивне кризе вид је обично добро очуван. Едем папиле скоро увек се јавља као билатерални феномен и може се развити сатима до недељама.

## Терапија
| Терапијски приступ болеснику са хипертензивном кризом. |
| - Препознати и потврдити хипертензивни кризу (проценити стање свести, хемодинамско стање и урадити стандардни ЕКГ са 12 одовода)                                |
| - Започети медикаментну терапију за снижење вредности притиска (обично су потребна бар 2 лека јер монотерапија није довољна)                                    |
| - Вредности притиска обарати постепено (у периоду од 3-6 часова), никад нагло.                                                                                  |
| - Циљна вредност КП за 3-6 h је 160/110 mmHg за II ред хитности ДП = 100-105 mmHg за I ред хитности (иницијално смањење не веће 25% у односу на базну вредност) |

Хипертензивна криза је стање које директно угрожава живот болесника, што захтева што ранији почетак лечења, које се не базира само на апсолутним вредностима притиска, већ се прилагођава сваком пацијенту индивиуално.
У почетној фази хипертензивне кризе примарни циљ терапије је што брже, али поступно, спустити вредности крвног притиска, да би се на тај начин спрече оштећење на циљним органима. Постепеним спуштањем притиска смањује се ризик од настанка хипоперфузија циљних органа. Нагло обарање притиска може јако да компромитује срчани и мождани проток крви, поготово код старијих особа, што може бити праћено тешким и опасним споредним ефектима. У том смислу никада не треба тежити нормалним или оптималним вредностима крвног притиска у првих 6 часова код оба облика хипертензивне кризе, што подразумева постепену или степенасту нормализацију вредности крвног притиска. Једини изузеци су акутна дисекција аорте и акутни едем плућа који су последица хипертензивне кризе (у тим случајевима вредности крвног притиска треба вратити на нормалне вредности у року од једног часа). Код интрацеребралног крварења циљну вредност од 150 mmHg за систолни притисак треба постићи постепено.
Хипертензивна криза се никада не може правилно лечити само једним већ са 2-3 антихипертензивна лека. Хипертензивне кризе првог реда хитности се лече скоро искључиво парентералним лековима, а хипертензивне кризе другог степена хитности углавном оралним лековима.

### Могући терапијски приступи хипертензивној кризи
Терапијски приступ диктирају две врсте хипертензивне кризе, хипертензивна ургенција и хипертензивна емергенција.
Хипертензивна ургенција
Хипертензивна ургенција или хипертензивна криза другог степена хитности, карактерише се повишењем крвног притиска које није удружено са променама на циљних органа. Она захтева амбулантно лечење применом пероралне терапије са циљем снижења притиска за 25% у првих 24 часа.
| Лекови који се перорално примењују код хипертензивне ургенције. |                                                   |                 |                 |
| Медикамент                                                      | Доза                                              | Почетак дејства | Трајање дејства |
| Урапидил                                                        | 30–60 mg                                          | 30 min          | 3-6 h           |
| Каптоприл                                                       | 6.5– 50 mg                                        | 15 min          | 4-6 h           |
| Клонидин                                                        | 0,2 mg у почетку, затим 0,1 mg/h до укупно 0,8 mg | 0,5-2 sata      | 6-8 h           |
| Лабеталол                                                       | 100–200 mg                                        | 0,5-2 sata      | 8-12 h          |
| Пропранолол                                                     | 20–40 mg                                          | 15-30 min       | 3-6 h           |
| Нитроглицерин                                                   | 0,5 mg                                            | 1 min           | 1 h             |

Хипертензивна емергенција
Хипертензивна емергенција или хипертензивна криза првог степена хитности, која се карактерише присустним променама на циљним органима, захтева стационарно лечење уз примену парентералне терапије са циљем снижења притиска за 25% у року 1-2 часа; систолног за 30-60 mmHg, а дијастолног испод 110 mmHg.
| Лекови који се перорално примењују код хипертензивне емергенције. |                                                          |                     |                 |
| Медикамент                                                        | Доза                                                     | Почетак дејства     | Трајање дејства |
| Урапидил                                                          | 25 –50 mg i.v. затим 0,125-0,50 mg/min i.v. inf.         | 3-5 min             | 4-6 h           |
| Нитроглицерин                                                     | 5-100 µ/min                                              | 2-5 min             | 5-10 min        |
| Хидралазин                                                        | 10–20 mg i.v. 10–20 mg i.m.                              | 10-20 min 20-30 min | 3-8 h           |
| Лабеталол                                                         | 20–80 mg i.v. болус сваких 10 min 2 mg/min i.v. inf      | 5-10 min            | 3-6 h           |
| Еналаприл                                                         | 1,25–5 mg на 6 h                                         | 15 min              | 6 h             |
| Никардипин                                                        | 5–15 mg/sat i.v.                                         | 5-10 min            | 1-4 h           |
| Есмолол                                                           | 200-500µ/kg/min у току 4 min, затим 50-300 µ/kg/min i.v. | 1-2 min             | 10-20 min       |
| Фентоламин                                                        | 5–15 mg i.v.                                             | 1-2 min             | 3-10 min        |
| Нитропрусид                                                       | 0,25-10 µ/kg/min                                         | одмах               | 1-2 min         |

### Нефармаколошке мере
Нефармаколошке мере лечења артеријске хипертензије
| Нефармаколошке мере        | Препоруке                                                                                          |
| -------------------------- | -------------------------------------------------------------------------------------------------- |
| Смањење телесне тежине     | Одржавати нормалну телесну тежину ((BMI 18,5–24,9 kg/m²)                                           |
| Придржавати се DASH дијете | Исхрана богата воћем, поврћем, млечним производима од обраног млека, сиромашна у засићеним мастима |
| Ограничење уноса соли      | Највише 6 g кухињске соли дневно, или 2,4 g натријума.                                             |
| Физичка активност          | Редовна аеробна активност (шетња брзим ходом, најмање 30 минута дневно, 5 пута недељно)            |
| Ограничење уноса алкохола  | Ограничити конзумирање алкохола на два пића дневно, за мушкарце и једно за жене.                   |

## Последице
Краткорочни и дугорочни ризик за настанак непожељених кардиоваскуларних догађаја код хипертензивне кризе првог реда хитности је врло велики. Тако је преживљавање ових болесника у првој години 75-85%, након пете године 60-70%, а за 10 година 40-50%.